# Stazione di Raoul-Wallenberg-Straße
La stazione di Raoul-Wallenberg-Straße si trova a Marzahn, Berlino, ed è servita dalla linea S7 della S-Bahn di Berlino.
Si trova a ovest di Marzahn sulla linea Berlino-Wriezen ed è delimitata a est dalla Märkische Allee e ad ovest dalla Otto-Rosenberg-Straße che conduce alla stazione. Ha un'uscita al centro della piattaforma.

## Storia
Nel 1977 ebbe inizio la costruzione di alloggi per il grande sviluppo residenziale progettato a Marzahn. Le nuove case vennero costruite sia a sud che a nord. La stazione di Springpfuhl non era più sufficiente a soddisfare la richiesta di trasporto dei pendolari da e per Friedrichsfelde Est. Il 15 dicembre 1980 entrò in funzione la stazione di Bruno-Leuschner-Straße (titolo provvisorio: Marzahn Mitte). Inizialmente aveva solo la linea in uscita, e a partire dal 1º settembre 1981 fu anche disponibile il tracciato cittadino per Bruno-Leuschner-Strasse. Con l'estensione della linea ferroviaria a rapido transito per Ahrensfelde e il trasferimento delle linee a lunga distanza, venne realizzato il doppio binario.
Il nome originario della stazione, Bruno-Leuschner-Strasse, fu cambiato in Raoul-Wallenberg-Straße il 31 gennaio 1992 come dedica al diplomatico svedese Raoul Wallenberg, che aveva aiutato centinaia di ebrei a fuggire in Ungheria nel 1944.